# Marquesado de Villamejor

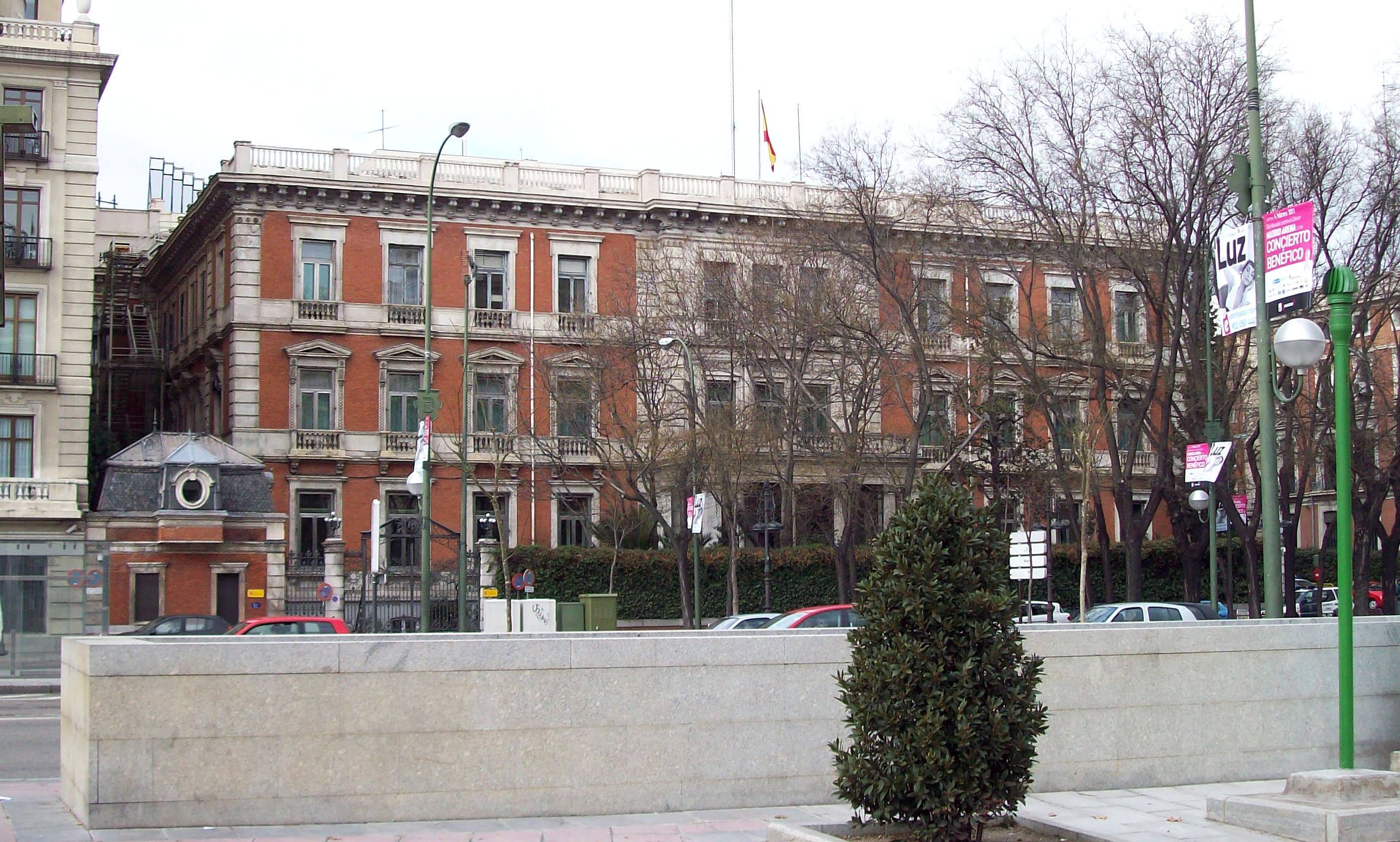
Fachada este del Palacio de Villamejor. Paseo de la Castellana (Madrid)

El marquesado de Villamejor es un título nobiliario español creado el 5 de marzo de 1718 por el archiduque   pretendiente Carlos de Habsburgo a favor de José Antonio de Torres Mesía y Morales, cuando ya había renunciado al trono de España. Este título fue confirmado como título español en 1726 por el rey Felipe V.

## Nota
Este título fue vendido en 1832 por el v marqués, si bien no fue legalizada esta venta. Nuevamente fue vendido en 1839 por la vi marquesa a favor de María de las Nieves de Zuazo-Yáñez y Rodríguez de Medina (1785-1868), "marquesa de Villamejor", que fue confirmado en 1839 y permutado ese mismo año por el título de i marquesa de Rendón con el vizcondado previo de Peñas-Altas.

## Marqueses de Villamejor
|                                                | Titular                                            | Periodo                                        |
| Creación por el Archiduque Carlos de Habsburgo | Creación por el Archiduque Carlos de Habsburgo     | Creación por el Archiduque Carlos de Habsburgo |
| ---------------------------------------------- | -------------------------------------------------- | ---------------------------------------------- |
| i                                              | José Antonio de Torres Mesía y Morales             | 1718- ?                                        |
| ii                                             | Manuel María de Torres Dávalos                     | ? -1756                                        |
| iii                                            | José Tomás de Torres y Velasco                     | 1756-1794                                      |
| iv                                             | José María de Torres de la Cueva y Velasco Bastida | 1794-1821                                      |
| v                                              | José Silvestre de Torres y Tovar                   | 1821-1836                                      |
| vi                                             | Ana Josefa de Torres y Romo                        | 1836-1839                                      |
| Rehabilitación por Isabel II                   |                                                    |                                                |
| vii                                            | Gonzalo de Figueroa y Torres Sotomayor             | 1853-1921                                      |
| viii                                           | Gonzalo de Figueroa y O´Neill                      | 1922-1958                                      |
| ix                                             | Jaime de Figueroa y O´Neill                        | 1958-1967                                      |
| x                                              | Jaime de Figueroa y Castro                         | 1976-actual titular                            |

## Historia de los marqueses de Villamejor
- José Antonio de Torres Mesía y Morales, i marqués de Villamejor, i vizconde de Irueste, permutado en 1984 por "Vizcondado de Yrueste", príncipe de las Torres.

1. Casó con Petronila Luciana Dávalos y Mazo de la Vega.

Le sucedió su hijo:
- Manuel María de Torres Dávalos (1706–1756), ii marqués de Villamejor, ii vizconde de Irueste.

1. Casó con Micaela María de Velasco y Guzmán.

Le sucedió su hijo:
- José Tomás de Torres y Velasco (1740–1794), iii marqués de Villamejor, iii vizconde de Irueste.

1. Casó con María de la Bastida.

Le sucedió su hijo:
- José María de Torres de la Cueva y Velasco Bastida (1769–1821), iv marqués de Villamejor, iv vizconde de Irueste.

1. Casó con Francisca de Paula de Tovar y Güemes.

Le sucedió su hijo:
- José Silvestre de Torres y Tovar (1799–1836), v marqués de Villamejor, V vizconde de Irueste.

1. Casó con Inés de Romo y de Bedoya. Vendió este título en 1832, aunque no fue legalizada esta venta.

Le sucedió su hija:
- Ana Josefa de Torres y Romo (1832–1905), vi marquesa de Villamejor, vi vizcondesa de Irueste.

1. Casó con José Ignacio de Figueroa y Mendieta. Esta marquesa vendió nuevamente el título en 1839[2] y posteriormente lo rehabilitó en 1853.

Le sucedió su hijo:
- Gonzalo de Figueroa y Torres Sotomayor (1861–1921), vii marqués de Villamejor, vii vizconde de Irueste, i duque de las Torres, i conde de Mejorada del Campo.

1. Casó con María Manuela O'Neill y Salamanca, Dama de la Reina Victoria Eugenia de Battenberg, hija de los marqueses de la Granja.

Le sucedió en 1922, su hijo:

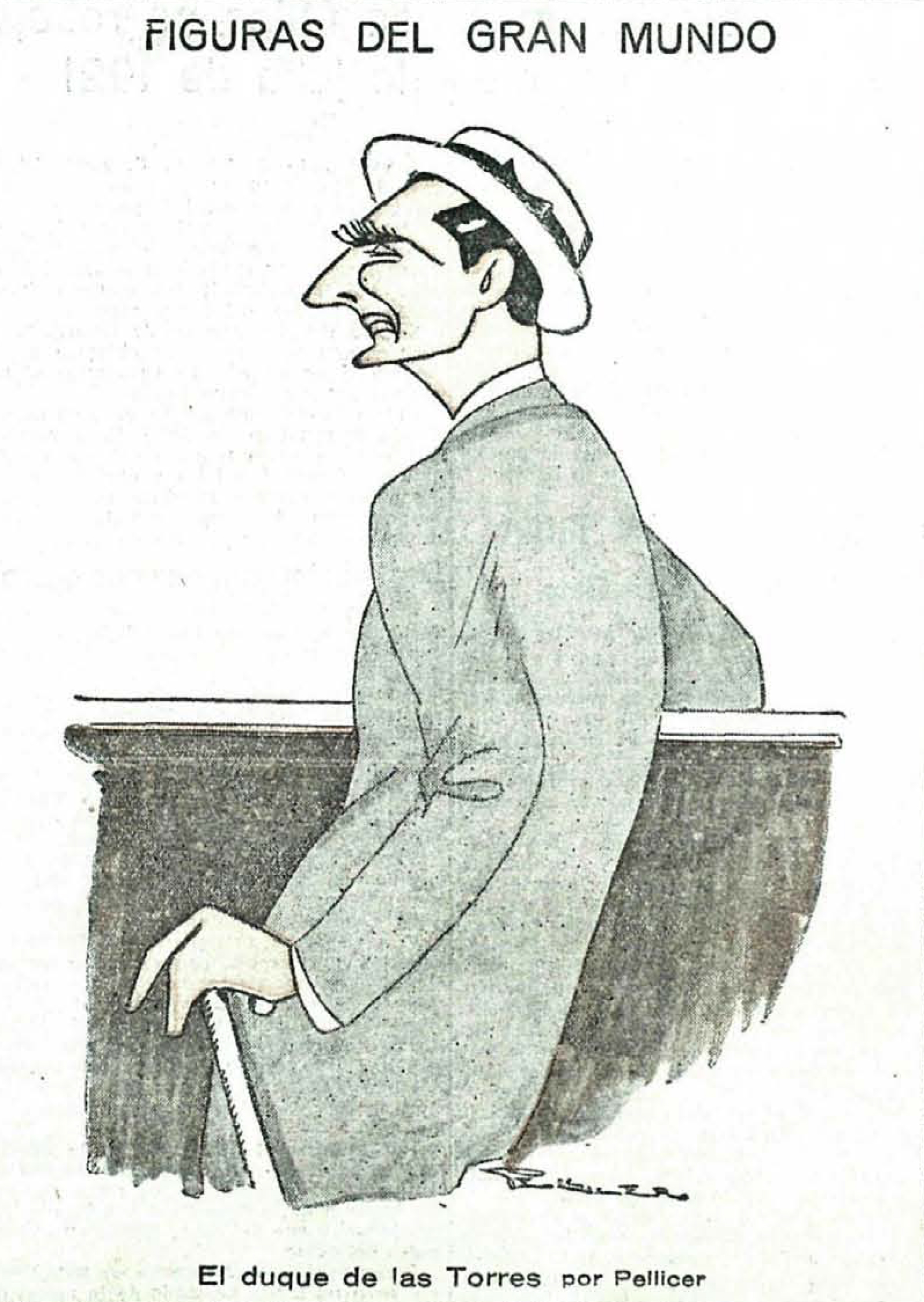
«Figuras del gran mundo. El duque de las Torres». De Pellicer (El Imparcial, 1924)

- Gonzalo de Figueroa y O'Neill (1895–1958), viii marqués de Villamejor, ii duque de las Torres, xi marqués de la Adrada, iii marqués de Pacheco (En el vizcondado de Irueste sucedió en 1922 su hermana Marta de Figueroa y O'Neill, como viii vizcondesa). Soltero. Sin descendientes.

Le sucedió su hermano:
- Jaime de Figueroa y O'Neill (1903–1967), ix marqués de Villamejor, iii duque de las Torres, iv marqués de Pacheco. xii marqués de la Adrada, ii conde de Mejorada del Campo.

1. Casó con Ana María de Castro y Gámez.

Le sucedió su hijo:
- Jaime de Figueroa y Castro (n. en 1942), x marqués de Villamejor, iv duque de las Torres, v marqués de Pacheco, iii conde de Mejorada del Campo, ix vizconde de Irueste (por rehabilitación en 1984, Permutado ese mismo año por "vizconde de Yrueste".

1. Casó con Ángela Cernuda.

Le sucedió su hija:
- Mónica Figueroa Cernuda (n. 1962)